# Izabela Aragonska
Izabela Aragonska (špansko Isabel de Aragón, francosko Isabelle d'Aragon) je bila po poroki s Filipom III. od leta 1270 do 1271 kraljica Francije, * okoli 1248, †  28. januar 1271.

## Življenje
Izabela je bila osmi otrok in najmlajša hči kralja Jakoba I. Aragonskega in njegove druge žene Violante Ogrske. Rojena je bila konec leta 1247 ali v začetku leta 1248, kar je zazvidno iz očetove oporoke, v kateri je zapisal: če bo njegov  še nerojeni otrok sin, bo postal vitez templjar, če bo hči, pa bo postala nuna v samostanu Santa María de Sigena. Oporoka je bila očitno preklicana pred njenim rojstvom, ker je bila poročena.
11. maja 1258 je bil med Izabelinim očetom  in francoskim kraljem Ludvikom IX. sklenjen Corbeilski sporazum, ki je vseboval tudi dogovor o poroki Ludvikovega sina Filipa in Izabele. Uradna poroka je potekala 28. maja 1262 v mestu Clairmont (zdaj  Clermont-Ferrand). Filip je bil zaradi smrti  svojega starejšega brata Ludvika leta 1260 že dedič francoskega prestola.
Julija 1270 je Izabela spremljala svojega moža in tasta na osmo križarsko vojno proti Tunisu in naslednji mesec po smrti Ludvika IX. postala kraljica žena Francije. Na poti domov je 11. januarja 1271 med prečkanjem reke Savuto pri Martiranu v Kalabriji padla s konja in v  šestem mesecu nosečnosti prezgodaj rodila svojega petega otroka, ki je kmalu zatem umrl. Izabelo so odpeljali na grad Martirano, kjer je, izčrpana od poroda in vročice, 28. januarja 1271 umrla, stara 24 let.
Ker je umrla daleč od svoje domovine, so na Izabeli izvedli pogrebno proceduro mos teutonicus. Pokopali so jo najprej v stolnici v Cosenzi poleg njenega  novorojenega sina in nato v kraljevi nekropoli v baziliki Saint Denis v Parizu.  Izabelina grobnica, tako kot mnoge druge, je bila oskrunjena med francosko revolucijo avgusta 1793.

## Otroci
- Ludvik (1264 –1276), od leta 1270 do svoje smrti kronski princ
- Filip IV.   (1268 –1314), kralj Francije[10]
- Robert (1269 –1271).
- Karel, grof Valoijski (1270 –1325)
- prezgodaj rojeni sin (1271)